# Плюдергаузен
Плюдергаузен (нім. Plüderhausen) — громада в Німеччині, знаходиться в землі Баден-Вюртемберг. Підпорядковується адміністративному округу Штутгарт. Входить до складу району Ремс-Мур.
Площа — 26,13 км2. Населення становить 9650 ос. (станом на 31 грудня 2020).